# Jorgie Porter
Jorgina Alexandra Porter (Trafford, Gran Mánchester; 25 de diciembre de 1987) es una actriz británica, más conocida por interpretar a Theresa McQueen en la serie Hollyoaks.

## Biografía
Es muy buena amiga de las actrices Gemma Merna, Claire Cooper y Jennifer Metcalfe.
Salió con Andrew Collinge, pero la relación terminó en 2011. Ese mismo año, comenzó a salir con el actor inglés James Atherton, pero la relación terminó en marzo de 2014. En enero de 2016, comenzó a salir con el jugador de rugby Luther Burrell, pero la relación terminó a mediados de febrero del mismo año.
En noviembre de 2021 reveló que había sufrido un aborto de cuatrillizos en agosto de ese año. En junio de 2022 anunció que volvía a estar embarazada de su prometido Ollie Piotrowski. Su hijo Forest nació en noviembre de ese año.

## Carrera
El 24 de noviembre de 2008, se unió al elenco principal de la exitosa serie británica Hollyoaks, donde interpretó a la rebelde Theresa McQueen hasta el 9 de enero de 2014. A finales de abril de 2014, se anunció que Jorgie regresaría a la serie a finales del mismo año. El 18 de julio de 2015, se anunció que Jorgie dejaría la serie nuevamente en 2016.
En 2009 y 2010, apareció en el spin-off de la serie Hollyoaks Later, donde interpretó a Theresa. Jorgie apareció de nuevo en el spin-off en 2012 interpretando nuevamente a Theresa.
Actualmente es embajadora del "Teenage Cancer Trust" y de sus campañas para la seguridad de los rayos de sol "Shunburn", incluso ha aparecido en varias campañas que muestran los efectos de las quemaduras solares.
En 2012 se unió al programa de patinaje Dancing On Ice; su pareja fue el patinador profesional Matt Evers. La pareja quedó en segundo lugar.

## Filmografía

### Series de televisión
| Año                     | Título          | Personaje       | Notas         |
| ----------------------- | --------------- | --------------- | ------------- |
| 2008 - presente         | Hollyoaks       | Theresa McQueen | 591 episodios |
| 2009 - 2010, 2012, 2013 | Hollyoaks Later | Theresa McQueen | 15 episodios  |

### Apariciones
| Año  | Programa       | Notas                       |
| ---- | -------------- | --------------------------- |
| 2012 | Dancing On Ice | concursante - segundo lugar |

## Premios y nominaciones
| Año  | Categoría              | Premio             | Serie     | Resultado |
| ---- | ---------------------- | ------------------ | --------- | --------- |
| 2014 | Sexiest Female         | British Soap Award | Hollyoaks | Nominada  |
| 2013 | Sexiest Female         | British Soap Award | Hollyoaks | Nominada  |
| 2012 | Best Dressed Soap-Star | Inside Soap Award  | Hollyoaks | Nominada  |
| 2012 | Sexiest Female         | British Soap Award | Hollyoaks | Nominada  |
| 2009 | Best Newcomer          | British Soap Award | Hollyoaks | Nominada  |
| 2009 | Best Soap Newcomer     | TV Quick Award     | Hollyoaks | Nominada  |